# Oekrajinska Pravda
Oekrajinska Pravda (Oekraïens: Українська правда, Oekraïense Waarheid) is een Oekraïense online krant opgericht door Georgi Gongadze en Olena Prytoela op 16 april 2000 (de dag van het Oekraïense constitutionele referendum). De krant is voornamelijk geschreven in het Oekraïens met geselecteerde artikelen gepubliceerd in of vertaald naar het Russisch en Engels. De krant is gericht op een algemeen lezerspubliek met de nadruk op de politiek van Oekraïne.
In mei 2021 verkocht eigenaar Olena Prytoela 100% van de bedrijfsrechten van Oekrajinska Pravda naar Dragon Capital. De partijen kwamen overeen dat het redactionele beleid van de publicatie ongewijzigd zou blijven.